# Кампанія в центральній частині Тихого океану (1943–1944)
Кампа́нія в центра́льній части́ні Ти́хого океа́ну — це ряд військових операцій в центральній та західній частині Тихого океану в роки Другої світової війни, яка тривала з 24 липня 1943 року (дата бомбардування японської військової фортеці на острові Вейк військами адмірала Честера Німіца), а завершилась 15 вересня 1944 року (датою висадки американської морської піхоти на острові Пелеліу, що розташований в групі островів Палау).

## Планування операції
Ще на початку операції «Уотчтауер», в 1942 році, Дуглас Макартур намітив досить детальний стратегічний план розгрому Японської імперії. На самому початку 1943 року він представив його комітету начальників штабів. Основна ідея плану полягала в тому, щоб після взяття або нейтралізації Рабаулу наступ на Японську імперію можна буде провести через Нову Гвінею і Філіппіни. Цей наступ у напрямку островів Нова Гвінея — Мінданао в основному повинен був з'явитися після наступу сухопутних військ, які висаджувалися флотом під прикриттям армійської авіації. Крім перевезення та висадки десантів флот повинен був виконувати завдання обстрілу узбережжя, охорони комунікацій і прикриття флангів армії при її просуванні вперед.
Макартур стверджував, що передбачуваний ним напрямок наступу дозволяє використовувати вже створені союзниками бази у південній та південно-західній частинах Тихого океану, що при цьому збережеться оборонний щит між Австралією і зайнятими японцями островами в центральній частині Тихого океану, що це єдиний напрямок, на якому в ході всього наступу можна забезпечити підтримку авіацією узбережного базування, і що великі масиви землі в південній та південно-західній частинах океану дозволять союзникам обійти сильно укріплені позиції противника і зайняти порівняно слабо оборонні райони узбережжя.
Противники наступу в напрямку Нова Гвінея — Мінданао доводили, що наближення до Японської імперії таким обхідним шляхом є неекономічним щодо використання сил і вимагатиме довгих і дуже вразливих комунікацій. Вони стверджували, що просування до Японської імперії буде повільним з наступних причин: кожен етап наступу обмежиться радіусом дії винищувачів і бомбардувальників, які потребують прикриття винищувачами; наступ в одному певному напрямку дозволить японцям передбачити кожен наступний крок і зосередити, де потрібно, свої сили для відбиття; війська зазнають небезпеки захворіти малярією та іншими характерними для тропічних джунглів хворобами; цей напрямок проходить неподалік сильно укріплених позицій противника, які можуть взаємно підтримувати один одного; при подальшому просуванні союзних військ вони будуть об'єктом атак розташованих на островах сухопутних військ, а їх фланги, тил і комунікації можуть бути атаковані із зайнятих японцями островів у центральній частині Тихого океану.
ВМС США вже давно прийшли до висновку, що найкращим напрямком наступу є напрямок через центральну частину Тихого океану. Наступ союзників через океан може бути витлумачено противником як загроза всій острівній імперії і змусить його розосереджувати сили по всьому театру бойових дій, щоб захистити свої численні позиції. Сили союзників, зустрічаючи на шляху ці невеликі укріплені пункти, повинні будуть, звичайно, атакувати їх, але військ для їх окупації потрібно небагато. Величезні відстані між окремими групами островів не дозволять гарнізонам противника надавати підтримку один одному, а панування авіації союзників не дозволить їм отримувати підкріплення. Наступ через центральну частину Тихого океану, де клімат сприятливий, а комунікації коротші, потребуватиме менше військ і транспортних засобів. Японська імперія виявиться в цьому випадку відрізаною від південної частини Тихого океану, а комунікації союзників з цим районом стануть коротшими. Війна швидше буде перенесена у води Японської імперії, а флоту противника доведеться прийняти бій, бо навряд чи він кине Японську імперію напризволяще.
На початковий період війни ВМС США замовили 22 нових авіаносці, які в 1943 році почали використовувати у бойовий операціях. При наступі в напрямку Нова Гвінея — Мінданао ці авіаносці зіграли б тільки допоміжну роль, а при наступі через центральну частину Тихого океану їх можна було б використати для завоювання панування в постійно зростаючих районах Тихого океану. Маючи в авангарді такі рухливі аеродроми, сили центральній частині океану в поєднанні з авіацією, що базується на сухопутних аеродромах, в змозі здійснювати величезні стрибки, захоплюючи той чи інший пункт, з яким можуть бути встановлені надійні і оборонні комунікації.
Об'єднаний комітет начальників штабів США та його підкомітети, ретельно зваживши всі «за» і «проти», прийшли до компромісного рішення: віддали перевагу плану ВМС. Незважаючи на протести Макартура, основним напрямком наступу на Японську імперію було прийнято напрямок через центральну частину Тихого океану.
Всупереч побоюванням австралійців, а також тому, що сили союзників на півдні вже вели бої з відступаючим супротивником, начальники штабів запропонували продовжувати наступ в напрямку Нова Гвінея — Мінданао, вважаючи його допоміжним по відношенню до наступу через Тихий океан.
У січні 1943 року адмірал Ернест Кінг виклав ідею про новий напрямок наступу на конференції в Касабланці. Британські військові керівники запротестували, вважаючи, що такий великий наступ на Японську імперію може зменшити розмах операцій на Європейському театрі, який був і залишається найважливішим. Однак генералу Джорджу Маршаллу вдалося домовитися з британцями, запевнивши їх, що новий наступ на Тихому океані додаткових сил і засобів не потребуватиме. Після цього комітет начальників штабів розробив «Стратегічний план розгрому Японії», який був схвалений об'єднаним британо-американським комітетом начальників штабів на конференції у Вашингтоні в травні 1943 року. Спочатку цей план передбачав участь британських і китайських сил, однак остаточний стратегічний план на 1943—1944 роки передбачав лише наступне:
1. силам північної частини Тихого океану вигнати японців з Алеутських островів;
2. силам центральної частини Тихого океану просуватися з Перл-Гарбора на захід;
3. силам південної та південно-західної частин Тихого океану в спільних операціях наступати на Рабаул; силам південно-західної частині Тихого океану після цього просуватися в західному напрямку вздовж північного узбережжя Нової Гвінеї.

Саме друге завдання об'єднаного комітету начальників штабів США — наступ на позиції японців в центральній частині Тихого океану і посприяв початку військової компанії в даному напрямку, який був визнаний як стратегічний та найбільш економічно і військово доцільний.

## Чисельність та склад військ
Головною силою в центральній частині Тихого океану був 5-й флот США. Цей флот почав формуватися навесні 1943 року в Перл-Гарборі, коли туди стали прибувати перші великі авіаносці типу «Ессекс» водотоннажністю 27000 т зі швидкістю ходу 32 вузли. Слідом за ними почали надходити також швидкохідні легкі авіаносці типу «Індепенденс» водотоннажністю 11000 т. До осені 1943 року в 5-му флоті вже було 5 великих і 6 легких авіаносців, 8 ескортних авіаносців, 5 нових і 7 старих лінійних кораблів, 9 важких та 5 легких крейсерів, 56 есмінців, 29 різних допоміжних кораблів і величезна кількість десантних і десантно-піхотних суден. Командував цим великим флотом віце-адмірал Реймонд Спрюенс.
Основним ядром 5-го флоту було швидкохідне авіаносне оперативне з'єднання, яке мало підтримувати десантні операції завданням ударів з великих відстаней з метою ізоляції плацдармів висадки, завданням ударів по районах висадки безпосередньо перед операцією і наданням тактичної підтримки десантним частинам під час самої висадки, а також перехоплювати повітряні сили противника, що загрожують десантним силам. Авіаносне оперативне з'єднання діяло, як правило, в складі чотирьох оперативних груп, в які зазвичай входили два важких і два легкі авіаносці, супроводжуваних ескортом з одного або двох швидкохідних лінійних кораблів, трьох або чотирьох крейсерів і 12-15 есмінців. Рухливі і гнучкі авіаносні групи могли діяти спільно і незалежно один від одного, виділяти зі свого складу кораблі для формування ударних з'єднань або виконувати спеціальні завдання.
Складовою частиною 5-го флоту було 5-е з'єднання десантних сил, яким командував контрадмірал Тернер. При проведенні операцій до складу десантних сил входили транспорти для перевезення військ, вантажні судна, десантні і десантно-висадочні засоби, десантні транспорти-доки та ін До складу цих сил входили також есмінці, ескортні авіаносці, крейсери й старі лінійні кораблі, виділені для безпосередньої підтримки десанту. Десантні сили, як правило, ділилися на два і більше ударних з'єднання, а також нерідко виділяли кораблі для виконання спеціальних завдань. Деякі швидкохідні кораблі з артилерійським озброєнням діяли або з авіаносними, або з десантними групами — залежно від тактичної обстановки. У міру накопичення досвіду сили підтримки з ескортних авіаносців і артилерійських кораблів виконували завдання тактичної підтримки військ в десантних операціях, вивільняючи швидкохідні авіаносці з ескортують їх кораблями для виконання завдань прикриття і перехоплення сил противника. Війська, що входили до складу 5-го з'єднання десантних сил (сухопутної і морської піхоти), утворили 5-й десантний корпус, яким командував генерал-майор Голланд Сміт.
Нарешті, 5-й флот США мав власну наземну авіацію, що складається з армійських, морських і приналежній морській піхоті літаків, які при необхідності надавали підтримку швидкохідним авіаз'єднанням і з'єднанням десантних сил.
Для швидкого наступу через океан і утримання панування на морі в міру просування на захід 5-й флот США повинен був мати максимальну швидкість і здатністю тривалий час залишатись в морі. Кораблі флоту не могли, подібно кораблям минулого століття, бути тісно прив'язаними до тилових баз для постачання, поповнення паливом і поточного ремонту. Швидкохідне авіаносне з'єднання повинно було постійно залишатися в морі, щоб перешкодити завданню противником ударів по зайнятих союзниками пунктам і постійно атакувати його, прокладаючи шлях для подальшого наступу. Здатність 5-го флоту тривалий час перебувати в морі забезпечувалася організованими в короткий термін передовими базами, в основному плавучими, розгорнутими в лагунах атолів або на укритих якірних стоянках.
Рухливі загони служби тилу, що складалися з плавучих баз, майстерень і доків, дозволяли постачати бойові кораблі всім необхідним і виробляти в морі або поблизу острівних баз ремонт всіх кораблів, за винятком тих, які мали важкі пошкодження і вимагали заводського ремонту. У міру просування сил флоту на захід рухливі загони служби тилу переходили в інші придатні для базування місця і організовували там нові передові бази в безпосередній близькості від зон бойових дій.
В подальшому вхід кораблів у передові бази авіаносного оперативного з'єднання ставав все більш рідкісним явищем, так як їх запаси поповнювалися в морі спеціально створеними групами поповнення запасів (танкери, транспортери і охорона). До кінця війни встановився порядок, при якому одна авіаносна оперативна група йшла з району бойових дій на добу в точку рандеву(обумовлене місце зустрічі кораблів, що плавають нарізно) з групою поповнення запасів, у той час як інша продовжувала вести бойові дії.
Все це, разом узяте, — завчасне планування, будівництво, замовлення промисловості, підготовка особового складу, перевезення та підтримання сил у бойовій готовності — дозволило організувати і зосередити величезні сили, здатні завдавати швидких та потужних ударів по ворогу на шляху від Перл-Гарбора до Філіппін.

## Плани і попередні операції
Початкові плани передбачали розпочати наступ в центральній частині Тихого океану з заняття Маршаллових островів. Але чим більше штаби у Вашингтоні і Перл-Гарборі вивчали цю операцію і необхідне для її проведення матеріально-технічне забезпечення, тим більше сумнівів у них виникало в доцільності такого початку. Маршаллові острови після Першої світової війни перебували під опікою Японської імперії і з 1935 року були закриті для іноземців, тому японці мали можливість зміцнити їх і зробити неприступними.
Для плановиків штабу, зваживши всі «за» і «проти», стало очевидним, що сили в центральній частині Тихого океану ще слабкі і не мають достатнього досвіду, щоб захопити Маршаллові острови в 1943 році. Хоча 5-й флот США швидко збільшувався і ставав все потужнішим, він був ще далекий від того, який був потрібний для наступу. Враховуючи все це, штаби в Вашингтоні і Перл-Гарборі прийшли до висновку, що захоплення. Маршаллових островів, подібно операції проти Рабаула, потрібно проводити поступово, крок за кроком, що дозволить використовувати авіацію берегового базування для надійної розвідки і для підтримки дій авіаносної авіації.
В середині червня 1943 Ч.Німіц отримав директиву комітету начальників штабів приступити до підготовки операції проти островів Гілберта.

## Початок компанії в центрі Тихого океану
Влітку 1943 р. відбувся наступ на північну оборонну лінію океанської фортеці японців — острів Вейк, щодо якого військові сили США почали серію підготовчих дій. 24 і 27 липня літаки з авіаносців здійснили нальоти на острів Вейк, а 31 серпня — на острів Маркус, важливу японську повітряну базу, що служила перевалочним пунктом на лінії постачання японських підмандатних островів на ключові пункти в групі Маршаллових островів. Острів Бейкера в групі островів Фенікс, острови Нуку, Фета та Нанумеа в групі островів Елліс (колишня назва островів Тувалу) були зайняті на початку вересня. 4 і 6 жовтня острів Вейк знову зазнав сильного бомбардування.

### Захоплення островів Гілберта
На першому етапі кампанії передбачалася висадка на острів Макін, на атоли Тарава (Бетіо) і атол Абемама в групі островів Гілберта. Десанти успішно висадилися на перших двох островах 1 листопада, а на третій — наступного дня. Макін був узятий 23 листопада, Тарава — 24 листопада, десант, що висадився на Абемаме, не зустрів опору.
Для захоплення атола Макін з Перл-Гарбору підійшла північна ударна група, що доставила посилений піхотний полк 27-ї піхотної дивізії. Решта кораблів 5-го з'єднання десантних сил Тернера, що входили в південну ударну групу, взяли в Веллінгтоні (Нова Зеландія) 2-гу дивізію морської піхоти і попрямували для захоплення атола Тарава. Рота морської піхоти, доставлена підводним човном «Наутілус», провела розвідку слабо захищеного атола Абемама, який треба було атакувати після захоплення атолів Макін і Тарава. Захоплення островів Гілберта, як і всі інші операції в центральній частині Тихого океану, здійснювалося виключно американськими силами.
Чотири групи швидкохідного авіаносного оперативного з'єднання вийшли (дві — з Перл-Гарбора, дві — з південної частини Тихого океану), щоб зайняти позиції для підтримки і прикриття десантних сил. У той час як авіаносні групи вже знаходилися недалеко від островів Гілберта та інших укріплених пунктів противника, північна і південна десантні групи зустрілися в морі і паралельними курсами попрямували на Макін і Тарава з розрахунком одночасно висадити війська вранці 20 листопада 1943 року.
Японська авіація при обороні Рабаула була ослаблена настільки, що американські авіаносці опинилися в стані прикрити операцію по захопленню островів Гілберта від всіх повітряних атак. Під час боїв за атол Макін над ним не з'явився жоден японський літак, а дві незначні атаки японських літаків проти Тарава були малоефективними. Єдиний потужний повітряний наліт протягом шести днів бойових дій було розпочато 16-ма японськими торпедоносцями з Маршаллових островів. Увечері 20 листопада ці літаки завдали удару по південній авіаносній групі адмірала Монтгомері, що знаходилася в цей час в 30 милях на захід від Тарава. 11 японських літаків було збито. Одному літаку вдалося скинути торпеду, яка потрапила в легкий авіаносець «Індепенденс». Підвал, котельне відділення, а пізніше і машинне відділення корабля були затоплені, «Індепенденс» пішов на Фанафуті, а після аварійного ремонту своїм ходом дійшов до Перл-Гарбора. Увечері 25 листопада, отримавши підкріплення з островів Трук, японська авіація атакувала безрезультатно біля атола Макін північну ударну групу Тернера і північну авіаносну групу контрадмірала А.Редфорда. Під час іншої атаки ввечері наступного дня супротивник відчув атаку, коли вперше проти нього було направлено три патрульні винищувача, оснащених радіолокаторами. Таким чином, під час атак 25-26 листопада супротивнику не вдалося добитися жодного влучання в американські кораблі.
В операції по захопленню островів Гілберта найбільшу цікавість становлять дії проти атола Тарава, бо тут ціною важких втрат американці навчилися вести десантні операції, що дозволило їм висаджувати десанти в сильно укріплених місцях під час наступу через Тихий океан.
Основним об'єктом атаки ударної групи контрадмірала Хілла був вузький, довжиною 2 милі, сильно укріплений острів Бетіо. На ньому знаходилося близько 2600 чоловік добре підготовленої японської морської піхоти, 1000 японських і корейських 1200 робітників. Оскільки певна частина будівельних підрозділів була навчена і озброєна для бою, слід вважати, що на острові перебувало близько 3000 бійців. Для висадки була призначена посилена 2-а дивізія морської піхоти, що налічує близько 16 000 осіб, з яких більшість було ветеранами Гуадалканалу. Один посилений полк виділявся в резерв, який передбачалося використовувати на Макін або Тараву, залежно від обставин. Дві бойові групи були призначені для висадки на атол Тарава. З них три десантних батальйони становили ударну групу першого ешелону, а інші три являли другий ешелон, який перебував в полковому і дивізійному резерві. Кожен десантний загін мав близько 900 піхотинців.
Американське командування, вивчивши дані розвідки, вирішило щоб уникнути неприпустимих втрат і підтримки високих темпів наступу зруйнувати всі оборонні споруди раніше, ніж почнеться висадка військ. Досвідчені в цій справі офіцери не розраховували на ефективність бомбардування острова літаками В-24 протягом тижня перед висадкою або нальотів авіації авіаносного оперативного з'єднання напередодні висадки. Всі свої надії вони покладали на артилерійський вогонь трьох старих лінійних кораблів і п'яти крейсерів з близьких дистанцій безпосередньо перед висадкою.
Ось як описує про ті події Честер Вільям Німіц [Архівовано 9 грудня 2006 у Wayback Machine.]
|  | В 04:00 20 листопада кораблі південної ударної групи підійшли до Бетіо. Через пів години основна маса десантно-піхотних суден вже була спущена на воду і пересаджувала перший ешелон десанту на плаваючі гусеничні транспортери, доставлені туди танкодесантними кораблями. Близько 05:00 японські берегові батареї на острові Бетіо відкрили вогонь, а кораблі Хілла почали обстрілювати берег, змітаючи ворожі гармати, підриваючи склади боєприпасів і підпалюючи дерев'яні бараки. На світанку американські кораблі перервали обстріл, щоб надати можливість діяти авіації південної авіаносної групи Монтгомері. |

|  | В 06:00 розпочався обстріл берега перед висадкою десанту. Протягом двох з половиною годин лінійні кораблі і крейсери Хілла, використовуючи весь попередній досвід у наданні вогневої підтримки десанту, витратили для обстрілу острова близько 3000 снарядів. З різних дистанцій кораблі методично обстрілювали берегові об'єкти, щоб знищити ворожу оборону і повністю зруйнувати артилерійські установки, вогневі точки, укриття і блокгаузи. Потім кораблі зайняли позиції для обстрілу берега поздовжнім вогнем і протягом сорока п'яти хвилин вели вогонь з великою швидкістю, щоб приголомшити супротивника і загнати його в укриття. За п'ять хвилин до першого кидка кораблі перенесли вогонь у глибину острова, а винищувачі продовжували обстрілювати берег. |

|  | Як тільки почався обстріл берега, два тральщика під прикриттям димової завіси протралити фарватер в лагуну. У той час як один з них залишився всередині лагуни, щоб позначити вихідні позиції для атаки, інший повернувся назад, щоб провести два есмінці, які почали обстрілювати місце висадки. Один з них отримав два попадання японських снарядів, які не вибухнули. Незабаром до них приєдналися ще чотири кораблі з транспортним доком десантних суден, який доставив танки. |

|  | Десантні сили, які йшли з пункту збору поза лагуною на вихідні позиції всередині лагуни, були затримані сильним вітром, хвилюванням на морі, противним течією, а також несправностями плаваючих гусеничних транспортерів. Це змусило адмірала Хілла змінити запланований час висадки. В 08:25 перші три штурмові хвилі десанту на плавучих транспортерах відійшли від вихідного рубежу і попрямували до місця висадки. За першими хвилями десанту пролунали нові. З кожною з них до берега доставлялися танки і легка артилерія. Кожна хвиля складалася з трьох батальйонів десантних військ, для яких були призначені ділянки берега довжиною близько 500 м. |

|  | Як тільки плавучі транспортери відійшли від вихідного рубежу, вони відразу ж потрапили під вогонь супротивника. Більшість з них було виведено з ладу ще на плаву, а з тих, які дійшли до берега, лише далеко не всі змогли повернутися назад. |

|  | Значно більші втрати понесли війська четвертої, п'ятої та шостої хвиль десанту, які йшли на звичайних десантних судах і застрягли на рифах. Частина солдатів почала стрибати у воду і потонула під вагою свого спорядження. Деякі були підібрані поверталися транспортерами. Багато стрибали у воду і добиралися до берега вбрід під нищівним вогнем кулеметів і гвинтівок. Кілька танків, вивантажених з застряглих на рифах десантних суден, дісталися до берега, а десантні катери, які доставляли 37-мм і 75-мм гармати, змушені були відійти, і чекати припливу. |

|  | Низький рівень води затримував десантні засоби, але в той же час завдяки йому з'явилася піщана смуга, на якій морська піхота могла збиратися під прикриттям дерев'яної стіни на березі. На правому фланзі висадки морська піхота швидко захопила північно-західний край острова. На лівофланговій ділянці був прорив в стіні за 200 м на схід від пірса, далеко виступаючого в лагуну. Через цей прорив пройшли два транспортери й 50 морських піхотинців. За ними пішли інші і, попри сильний фланговий вогонь, розширили свої позиції на південь і захід. |

З 5000 американців, яким вдалося досягти берега острова Бетіо до настання темряви 20 листопада, близько однієї третини були поранені або вбиті. До настання темряви більшість солдатів морської піхоти, яким вдалося висадитися неподалік від укріплених позицій японців, була або вбита, або притиснута вогнем до берега. Однак майже половина західного берега була вже в руках американців, які пробилися на 150 м вглиб острова. На середній ділянці висадки морська піхота зайняла плацдарм 300 м завдовжки і 500 м завширшки. Контратака противника, яку чекали вночі, так і не пішла, очевидно тому, що противник не зміг встановити зв'язок між окремими підрозділами своїх військ. Вночі противник готував снайперів для стрільби з укриттів на наступний день, вони займали відповідні для цього позиції на березі або вбрід добиралися до підбитих танків і плавучих гусеничних транспортерів на рифах. Весь цей час рівень води залишався низьким, і десантні судна як і раніше не могли пройти рифи, але залишилися в строю плавучі транспортери, які перевозили легку артилерію, в той час як частина танків своїм ходом добиралася до берега.
Вдень 21 листопада заявки на підтримку авіаносної авіацією і артилерійськими кораблями виконувалися більш точно. На правому фланзі висадки вогонь есмінця, коректований із берега, був настільки точним, що наступаючі частини могли просуватися вздовж усього західного берега острова Бетіо, не зустрічаючи великого опору. На цій ділянці берега висадився батальйон з корпусного резерву. На кінець дня позиції у пірса також були розширені у південному напрямку. 22 листопада на західний берег висадився другий резервний батальйон.
У ніч проти 23 листопада японці, які були відтиснуті до вузької частини острова, тричі переходили в контратаку. При цьому вони зазнали таких важких втрат, що на наступний день американська морська піхота змогла успішно просунутися до східного краю острова. До того часу всі японські позиції були остаточно подавлені наполегливим наступом з усіх сторін, включаючи фронтальний наступ піхоти з артилерією з боку берега. З 18 300 американців морської піхоти і флоту, що брали участь у занятті атола Тарава, було виведено з ладу понад 3000 чоловік. З них більш як 1000 вбито.
Ціною великих втрат протягом всього декількох днів було завойоване панування над величезною зоною. Втрати, яких зазнали американці під час швидкого захоплення островів Гілберта, не були такими великими, як при шестимісячної кампанії на Гуадалканалі, зате досягнуті результати виявилися майже рівноцінними, С захопленням островів Гілберта усувалася небезпека, яка загрожувала американським морським шляхам з південної, південно-західної і центральної частин Тихого океану, і забезпечувалося створення баз для подальшого наступу на Маршаллові острови.
Важливим у кампанії із захоплення островів Гілберта було й набуття американцями тактичних навичок, особливо при захопленні атола Тарава. З'ясували, що повітряні бомбардування й артилерійський обстріл з моря протягом декількох годин недостатні для виведення з ладу численних опорних пунктів на сильно укріплених островах. Виявилася необхідність точнішого бомбардування з повітря та корекції вогню кораблів з моря протягом тривалішого періоду часу. При обстрілі з моря, крім того, необхідні були часті перерви, щоб дим від розривів розсіювався і можна було правильно оцінити результати. Для руйнування укриттів зверху необхідно було вести навісний вогонь з використанням бронебійних снарядів великого калібру. Броньовані плавучі гусеничні транспортери виявилися придатними для перевезення військ через рифи і для придушення вогню на березі в момент висадки десанту. Досвід захоплення атола Тарава ще раз підтвердив необхідність мати спеціальний корабель для управління десантною операцією з відмінними засобами зв'язку, подібний тим, які застосовувалися в Середземному морі (але не ставити їм завдань артилерійської підтримки операції). Якщо б такі уроки не були отримані при занятті Тарава, американцям довелося б купувати цей досвід де-небудь в іншому місці і, можливо, більш дорогою ціною.
Операція із захоплення островів Гілберта з усією очевидністю підтвердила, що авіаносна авіація може панувати в повітрі над ворожими атолами, а флот здатний діяти проти таких укріплених позицій при допустимих втратах. Ця операція показала, що при належній підтримці з моря і повітря добре підготовлені війська можуть пройти через рифи і захопити навіть більш укріплені острови. Що ж до противника, то операція переконливо показала, що японський флот уже не в змозі чинити сильний опір вторгненню американських сил на японські острівні володіння.

### Вторгнення на Маршаллові острови

#### Підготовка
Операція за Маршаллові острови планувалася ще до захоплення островів Гілберта. За попереднім планом адмірала Німіца, розробленому в середині жовтня 1943 року, передбачався одночасний наступ на атоли Малоелап і Вотьє — дві найближчі до Перл-Гарбору японські бази на Маршаллових островах — і на атол Кваджалейн в центрі архіпелагу, на якому знаходився штаб японських сил цього району.
Після невдач при захопленні атола Тарава генерал Сміт запропонував переглянути план наступу на Маршаллові острови, стверджуючи, що для одночасного захоплення трьох великих баз противника наявних військ і сил забезпечення недостатньо. Адмірали Спрюенс і Р. Тернер підтримали його. Вони висловилися за операцію двома етапами: захопити атоли Малоелап і Вотьє і, створивши на них американські бази, забезпечити подальший наступ на атол Кваджелейн. Проте адмірал Ч. Німіц запропонував обійти два перші атоли і зосередити всі сили для захоплення Кваджелейн.
Спрюенс, Тернер і Сміт категорично заперечували проти пропозиції адмірала Німіца. Вони вважали, що якщо бази на Малоелапе, Вотьє, Джалуіт і Мілі залишаться в руках противника, він буде в змозі порушувати комунікації між Кваджелейном і Перл-Гарбором або островами Гілберта. Водночас повітряна комунікація противника з Японською імперією через Еніветок залишиться поза впливом американців. Коли адмірал Німіц наполіг на проведенні операції проти Кваджелейн в обхід усіх східних баз противника, адмірал Спрюенс попросив дозволу зайняти незахищений атол Маджуро в східній групі Маршаллових островів з метою організації тут захищеної бази для кораблів і літаків, поки не буде зайнятий Кваджелейн. Остаточним планом також передбачалася можливість захоплення атола Еніветок, але час і потрібні для цього сили повинні були бути встановлені в залежності від успішності та тривалості операції проти Кваджелейн.

#### Початок наступу
Наступ на Маршаллові острови почалося в перших числах січня 1944 діями літаків берегового базування адмірала Гувера з острова Елліс і аеродрому на островах Гілберта, будівництво якого завершили. 29 січня в район Маршаллових островів прибуло значно збільшене авіаносне оперативне з'єднання під командуванням контрадмірала Мітчера, що отримало тепер найменування 58-е оперативне з'єднання. 750 літаків цього з'єднання повинні були взяти участь в початковому повітряному наступі на Маршаллові острови, В той час як літаки Гувера зосередили удари на атолах Джалуіт і Мілі, одна авіаносна група атакувала Малоелап, інша вдарила по атолу Вотьє, а ще дві по атолу Кваджелейн, знищивши на них усі літаки противника. У ніч проти 30 січня артилерійські кораблі 58-го оперативного з'єднання обстріляли аеродроми, щоб на них не могли сідати літаки з Еніветоку. На світанку 30 січня одна авіаносна група завдала удару по атолу Еніветок, знищивши всі літаки, що були на ньому. Протягом 30 січня дві авіаносні групи продовжували бомбардувати оборонні споруди на Кваджелейн, а третя група тримала під напругою атоли Малоелап і Вотьє. В результаті всіх цих дій повітряні сили противника в районі Кваджелейн були виведені з ладу, а береговим оборонним спорудам на Маршаллових островах вдалося завдати значної шкоди.
Тим часом ударні з'єднання десантних сил вже рухалися в район висадки. На борту майже трьох сотень кораблів і суден перебували десантні війська (сухопутні частини і морська піхота) чисельністю 53000 чоловік і 31000 чоловік гарнізонного персоналу. Коли вся ця армада наближалася до Маршаллових островів, особлива ударна група під командуванням контрадмірала Хілла відокремилася для захоплення атола Маджуро. Слідом за десантом у лагуну Маджуро рушив рухомий загін кораблів обслуговування. Таким чином, тут була організована тимчасова передова база з цілої серії таких баз, завдяки яким флот ставав менш залежним від Перл-Гарбора і отримував більш широкі можливості наступати через океан по етапах.

#### Захоплення атола Кваджалейн
30 січня північне ударне з'єднання під командуванням контрадмірала Коноллі і південне ударне з'єднання під безпосереднім командуванням адмірала Р. Тернера підійшли до атола Кваджалейн, щоб корабельна артилерія і літаки з ескортних авіаносців взяли участь в інтенсивній триденній підготовці до висадки десанту. Вивчення флотом досвіду, набутого при захопленні атола Тарава, принесло свої плоди. Перші об'єкти в цій кампанії Рой і Намур, два острови в північній частині лагуни, пов'язані між собою дамбою, а також острів Кваджалейн (в 44 милях на південь) зазнали інтенсивного бомбардування з повітря і обстрілу з моря. Літаки пікірували на цілі і вражали їх з великою точністю. Артилерійські кораблі вели обстріл з різних дистанцій, використовуючи різні снаряди — від осколково-фугасних до бронебійних залежно від характеру цілей.
Ось як генерал Річардсон пише про ці військові операції:
|  | В результаті бомбардування з повітря і обстрілу корабельної артилерії острів Кваджелейн був сильно зруйнований. Навіть коли наближаєшся до острова з боку лагуни, він справляє враження нічийної землі під час першої світової війни. Руйнування, на мою думку, були більшими, ніж на Бетіо або Тарава. За винятком руїн бетонних споруд, на острові не залишалося жодного будинку. Будівлі з будь-якого іншого матеріалу були або повністю спалені, або знищені. |

31 січня війська захопили невеликі острівці, розташовані поблизу островів Рой, Намур і Кваджелейн, щоб забезпечити десантним судам і кораблям ближньої підтримки вхід через вузькі проходи в порівняно тиху лагуну і розмістити на них артилерію для обстрілу основних місць висадки. Протягом дня і ночі знову організовані команди водолазів-підривників під захистом корабельної артилерії займалися розвідкою підходів до місць висадки десанту.
Есмінці протягом всієї ночі вели вогонь, щоб придушити опір противника. 1 лютого незабаром після світанку почалося бомбардування оборонних споруд перед висадкою. Корабельні гармати обстрілювали острови Рой, Намур та Кваджелейн з близьких дистанцій, а артилерія з сусідніх, вже зайнятих островів вела поздовжній вогонь. Літаки В-24 з аеродромів на островах Гілберта скидали важкі бомби на острів Кваджалейн. Координація всіх дій зі знищення оборонних споруд та керівництво всіма фазами десантної операції здійснювалися з флагманських кораблів десантних сил, на яких перебували командири різних з'єднань і груп зі своїми штабами.
Не вистачало плаваючих транспортерів для перекидання частин десанту через рифи, але наявні були тепер броньовані і озброєні кулеметами. У південному ударному з'єднанні крім транспортерів були ще армійські плаваючі машини, які використовувалися для постачання десантних частин. Плаваючі транспортери доставлялися на вихідні позиції танкодесантними кораблями. Тут вони повністю завантажувалися і йшли до берега своїм ходом. Перші хвилі десанту супроводжувалися плаваючими танками і піхотно-десантними кораблями, озброєними ракетними установками та 20-мм і 40-мм гарматами. Льотчики-спостерігачі повинні були скидати парашутні освітлювальні ракети, щоб сигналізувати флоту, коли перші кидки десанту будуть перебувати за 500 м від берега. Такі були нові десантні засоби і тактичні прийоми, які з'явилися після уроків, отриманих в операції захоплення атола Тарава.
Незважаючи на інтенсивне бомбардування і обстріл берега перед висадкою, в результаті якої майже всі постійні оборонні споруди виявилися зруйнованими, а більше половини захисників було вбито, висадка на острови Рой і Намур пройшла невдало через безладдя та недотримання планової таблиці. Частково це сталося через сильні хвилі всередині лагуни, з якої наступала північна група. Проте головною причиною стала недостатня досвідченість військ і моряків, які забезпечували доставку десанту на вихідні позиції.
Для висадки призначили щойно сформовану 4-у дивізію морської піхоти. Вона прибула в район Маршаллових островів прямо зі Сполучених Штатів, не маючи можливості пройти необхідне тренування в десантних навчаннях. Безладдя почалося 31 січня, коли одна з трьох полкових бойових груп займала сусідні з основними об'єктами острова. Плаваючі транспортери, що брали участь в цих операціях, за планом повинні були повернутися до своїх танкодесантних кораблям для заправки паливом і прийняти на борт війська, призначені для висадки на Намур. В 09:00 1 лютого танкодесантні кораблі не виявили своїх транспортерів, і висадочні судна не прибули вчасно в призначений район збору — на південь від вихідного рубежу. Навіть більші танкодесантні кораблі, що доставляли групи десанту для висадки на острів Рой, через хвилі не могли прибути в район збору вчасно, а прибувши туди, зустрілися з новими труднощами спуску плаваючих транспортерів з верхньої палуби своїх кораблів.
Після неодноразового перенесення термінів висадки контрольний есмінець, що стояв на вихідних позиціях, дав сигнал першій хвилі десанту почати рух, хоча багато транспортерів ще не зайняли своїх місць. Попереду рухалися озброєні ракетами десантні кораблі. Вони вели вогонь по берегу. За ними йшли плаваючі танки, потім дві хвилі піхоти на плаваючих транспортерах і дві хвилі танків на десантних кораблях. Після того як лінійні кораблі і крейсери, що знаходилися поза лагуною, перенесли вогонь на об'єкти в глибині острова, есмінці, розташовані ближче, все ще продовжували обстрілювати берег, поки це не стало становити небезпеку для морської піхоти, що проводила висодку на острів.
Під час висадки японці випустили в бік десантних кораблів всього кілька снарядів. Морська піхота швидко просувалася вперед, але дії підрозділів були недостатньо узгоджені і до того ж була відсутня дисципліна вогню. Безладно ведучи вогонь по японцях, деякі американські солдати поранили одне одного. Оскільки майже весь острів Рой був зайнятий аеродромом і місць для оборонних споруд не залишалося, захисники не мали можливості створити укріплення і зробити сильний опір. До настання темряви острів уже перебував в руках американців.
Тільки частина ударних сил, призначених для захоплення острова Намур, прибула на вихідний рубіж (коли перші хвилі отримали наказ про наступ), тому атака цього сильно укріпленого острова проходила неорганізовано, На щастя для морської піхоти, під час висадки на берег вона не зустріла тут запеклого опору або інших перешкод. Однак просуваючись у глиб острова, морські піхотинці зіткнулися з природними перешкодами у вигляді валунів, підліска і ламаних пальм, що ускладнювало просування танків і піхоти, даючи таким чином, ворожим саперам можливість ховатися. Щоб використати момент і швидше пройти через цей лабіринт руйнувань, атакуючим військам довелося залишати багато укріплених точок і вузлів опору супротивника для наступних ешелонів десанту з вогнеметами і тротиловими шашками. Вночі війська першого ешелону зазнали обстрілу з боку японців, а також з боку недисциплінованих солдатів своєї піхоти. На світанку вони почали швидке просування до північного берега острова. Відразу після полудня 2 лютого острів Намур було взято.
Американці при захопленні північних островів атола Кваджалейн втратили 196 чоловік убитими і близько 550 пораненими. З 345 японських солдатів і 3200 осіб персоналу, який перебував до початку обстрілу на островах атола Кваджалейн, майже всі були вбиті (за винятком 40 полонених корейських робітників і 51 японця).
На противагу безладній атаці островів Рой і Намур висадка на острів Кваджелейн пройшла успішно. Спокійне море в цьому районі певною мірою полегшило висадку, але успіху операції насамперед сприяло наполегливе тренування десантних військ. Зайнявши місце захід вихідного рубежу, танкодесантні кораблі вивантажили плаваючі транспортери з військами. Перевізні-доки спустили на воду десантні катери, а військові транспорти завантажили на десантні катери війська, призначені для підтримки наступу десанту, В першій хвилі йшли три піхотні-десантних катери, які обстріляли місце висадки своїми 40-мм гарматами і ракетами. Кораблі управління, що стояли на флангах вихідного рубежу, пропустили перші хвилі через контрольну лінію точно в 09:00. За першою хвилею, в яку входило 16 плаваючих транспортерів, 16 плаваючих танків і два контрольних десантні кораблі (для дотримання схеми), слідували три наступні хвилі, дотримуючись чотирихвилинного інтервалу. Вся ця процесія рухалася зі швидкістю 5 вузлів. Коли десантні кораблі підійшли до берега, лінійні кораблі і крейсери перенесли вогонь на об'єкти в глибині острова, в той час як есмінці до останнього моменту продовжували обстрілювати місця висадки. Коли перша хвиля десанту перебувала за 200 м від берега, озброєні десантні кораблі відійшли в сторону, перебуваючи в готовності відкрити вогонь на вимогу. Перша хвиля досягла берега точно в намічений час — о 09:30. Поки плаваючі транспортери розвантажували війська і поверталися назад, щоб перевезти через рифи війська, що залишилися на десантних кораблях, бронеамфібії продовжували просуватися в глиб острова, щоб забезпечити прикриття місця висадки. Протягом 12 хвилин на берег висадилися 1200 чоловік. Вони відразу ж стали готуватися до просування вперед. Противник вів слабкий вогонь зі стрілецької зброї, але втрат серед військ десанту не було, До кінця дня 2 лютого на острів Кваджелейн висадилося 11 000 солдатів. У порівнянні з морською піхотою, що діяла на північних островах атола, тут війська просувалися повільніше з таких причин: їм протистояли більші сили противника, для вибору місця висадки десанту довелося пройти вздовж усього острова і висаджуватися на вузькій ділянці, який противник міг боронити порівняно невеликими силами, десант, що висадився застосовував піхотну тактику часів Першої світової війни, для якої була характерна позиційна боротьба. Після повільного триденного просування за підтримки артилерії і авіації наступаючі частини відтіснили противника, кілька сотень залишилися в живих японців на північному краю острова і приступили до остаточного їх розгрому. У другій половині дня 4 лютого організований опір противника припинився.
Втрати американців на Кваджелейн і прилеглих до нього островах склали 177 осіб убитими і близько 1000 пораненими. Гарнізон противника, що мав піхотні війська чисельністю 1800 чоловік і 3200 чоловік персоналу, був повністю знищений, за винятком 125 крейсерських робітників і 49 взятих у полон японських солдатів. Кораблі надавали підтримку десанту протягом усіх чотирьох днів операції. Жоден корабель не отримав серйозних пошкоджень.

#### Атака на атол Еніветок
Оскільки війська корпусного резерву чисельністю 10 000 чоловік в операції по захопленню Кваджелейн не брали участь, адмірал Спрюенс міг без зволікання почати наступ на атол Еніветок. Він планував організувати тут передову базу для забезпечення кидка на захід Тихого океану. Однак атол Еніветок, найбільший в групі західних Маршаллових островів, знаходився всього в 1000 милях від Маріанських островів, менш ніж в 700 милях від островів Трук і менш ніж в 600 милях від острова Понапе. Щоб японці не могли перешкодити з цих баз проведенню операції за Еніветок, їх слід було нейтралізувати. Адмірал Німіц, не вагаючись, віддав наказ про проведення цього нового наступу і всіх операцій, необхідних для його забезпечення.
Коли в Токіо змушені були визнати втрату архіпелагу Бісмарка, островів Гілберта і Маршаллових островів, вище японське командування вирішило скоротити оборонний рубіж, який тепер проходив через Маріанські острови, острів Палау і західну частину Нової Гвінеї. Гарнізонах островів, розташованих на схід від цієї нової оборонної лінії, було наказано, жертвуючи собою, як можна довше затримати і послабити американців, щоб дозволити Японській імперії відновити свої повітряні сили. Після падіння Кваджалейн адмірал Кога вважав перебування Об'єднаного флоту в районі островів Трук небезпечним і вирішив перевести його основну частину до острова Палау, залишивши у Трук тільки два легких крейсери і вісім есмінців, щоб захищати місцеві військово-морські сили і судноплавство.
Тим часом в Японській імперії посилено готували льотчиків. Як тільки екіпажі для літаків берегового базування закінчували курс навчання, їм давали літаки і переганяли їх на південь, на аеродроми, розташовані у внутрішній зоні японського оборонного рубежу, і на такі бази, як Трук в групі Каролінських островів. Японці почали зміцнювати нову оборонну зону, щоб знищити будь-які сили, які спробують наблизитися до неї. До середини лютого 1944 року на островах Трук перебувало вже 365 літаків, а 200 були готові до перельоту з Японської імперії на Маріанські острови.
Такою була ситуація, коли 58-е оперативне з'єднання під командуванням адмірала Мітчера вийшло з острова Маджуро, а призначені для захоплення Еніветок десантні сили — з острова Кваджалейн. Всі сили рухалися до атола Еніветок. Одна авіаносна група залишилася в цьому районі, щоб підтримати висадку десанту, інші три продовжували рухатися на південний захід, до острова Трук.
17 лютого літаки Мітчера завдали кількох ударів по островам Трук, а в цей час адмірал Спрюенс з авіаносцями «Айова» і «Нью-Джерсі», двома важкими крейсерами і чотирма есмінцями ходив навколо островів, щоб знищити будь-які кораблі супротивника, які спробують вислизнути через проходи в рифах. Для перехоплення кораблів, яким вдасться втекти від літаків Мітчера і гармат адмірала Спрюенса, Німіц послав в цей район 10 підводних човнів. Протягом ночі на 18 лютого авіаносна авіація атакувала кораблі в лагуні Трук, використовуючи вдосконалений радіолокатор. На світанку, коли авіаносці вже відходили, вони виробили останню повітряну атаку. Протягом двох діб американці знищили близько 200 літаків противника і майже 70 вивели з ладу. Було потоплено 15 японських бойових кораблів, у тому числі 2 крейсери і 4 есмінця. Крім того, американці знищили 19 торгових суден і 5 танкерів. Американці втратили 25 літаків, був тяжко пошкоджений авіаносець «Інтрепід», який отримав попадання торпеди в ході єдиною протягом всієї операції контратаки японців.
Після успішних нальотів на острови Трук адмірал Мітчер з двома групами 58-го оперативного з'єднання вийшов до Маршаллових островів, В ніч на 23 лютого сили Мітчера були атаковані авіацією противника. Щоб не втрачати час на поворот авіаносців проти вітру для зльоту винищувачів, американці оборонялися тільки зенітною артилерією. Використання радіолокатора для наведення гармат, а також снарядів з неконтактним детонатором виявилося настільки ефективним, що жоден корабель не отримав влучень. Швидке наближення американських сил приголомшило японців і вивело їх з рівноваги. Віцеадмірал Такута, командувач повітряними силами на Маріанських островах, в цей час отримав з Японської імперії близько 150 торпедоносців і бомбардувальників, які прилетіли без винищувачів. З світанком 23 лютому літаки 58-го оперативного з'єднання здійснили наліт на Гуам, Тініан і Сайпан в групі Маріанських островів і знищили бомбардувальники супротивника раніше, ніж туди прибули винищувачі. Поряд зі знищенням авіації противника в цьому нальоті американцям вдалося зробити фотографування аеродромів і узбережжя, придатного для висадки десанту.
У той час як Мітчер і Спрюенс завдавали ударів по віддалених баз противника, десантні сили Хілла захопили атол Еніветок, користуючись тією ж тактикою, що й при захопленні Кваджалейн. Однак якщо співвідношення сил при висадці на Кваджелейн було 6:1, то при штурмі атола Еніветок воно було менш ніж 3:1, тому три острови атола Еніветок довелося відбивати один за одним.
Як і слід було очікувати, висадка на острови атола Еніветок пройшла неорганізовано. Однак після висадки морська піхота просувалася досить швидко й діяла злагоджено, витративши на заняття островів Паррі і Енгебі всього по одному дню. На островах атола Еніветок солдати просувалися дуже повільно, тому сюди довелося висадити додатковий загін морської піхоти.
До того часу американці, діючи із зайнятих ними островів Кваджелейн та Рой-Намур, витіснили супротивника з усіх позицій на островах у лагуні атола Кваджелейн. Незабаром вони рушили на інші острови архіпелагу і зайняли їх, за винятком сильно укріплених атолів Вотьє, Малоелап, Милі та Джалуіт. Ці бази противника нейтралізувалися нальотами авіації. Вони не отримували жодних матеріалів, окрім тих, які доставлялися підводними човнами, і не становили для американців складної проблеми під час наступу на захід. Навпаки, вони навіть виявилися корисними, бо були справжніми бойовими об'єктами для тренування молодих льотчиків.